# مبارز خیابانی ۴
مبارز خیابانی ۴ (به انگلیسی: Street Fighter IV) یک بازی ویدئویی در سبک مبارزه‌ای است که توسط کپ‌کام با همکاری شرکت دیمپس و در سال ۲۰۰۸ ساخته شده‌است و نوع بازی آرکید آن اوت ۲۰۰۸. و نسخه کنسول‌های پلی‌استیشن ۳ و ایکس‌باکس ۳۶۰ آن فوریه ۲۰۰۹ به بازار عرضه شد. نسخه مایکروسافت ویندوز آن ژوئیه ۲۰۰۹ در ژاپن، اروپا و آمریکا منتشر شد. تا مارس ۲۰۰۹ ۲٫۵ میلیون نسخه فروخته شده‌است. این بازی پس از یک وقفه یازده ساله، اولین نسخهٔ اصلی در این سری از زمان مبارز خیابانی ۳ در سال ۱۹۹۷ محسوب می‌شد.